# Dix légendes
Les Légendes opus 59 est un cycle de pièces pour piano à quatre mains d'Antonín Dvořák. Composé en 1881, il est dédié au critique musical Eduard Hanslick. Le compositeur a écrit une version pour orchestre l'année suivante.

## Structure
1. Allegro non troppo quasi andantino (en ré mineur)
2. Molto moderato (en sol majeur)
3. Allegro giusto (en sol mineur)
4. Molto maestoso (en ut majeur)
5. Allegro giusto (en la bémol majeur)
6. Allegro con moto (en ut dièse mineur)
7. Allegro grazioso (en la majeur)
8. Un poco allegretto e grazioso, quasi andantino (en fa majeur)
9. Andante con moto (en ré majeur)
10. Andante (in si bémol mineur)

Le numéro 7 n'est pas sans rappeler le scherzo de la 9e symphonie de Beethoven.